# Sonja Boman
Sonja Boman, född 1941 i Hackås församling, Jämtland, är en svensk konstnär.
Boman är som konstnär autodidakt. Hon har haft ett flertal separatutställningar och deltagit i flera samlingsutställningar. Hennes konst består huvudsakligen av hästar i skog och på äng.